# Daisy Cutter (ontsteking)

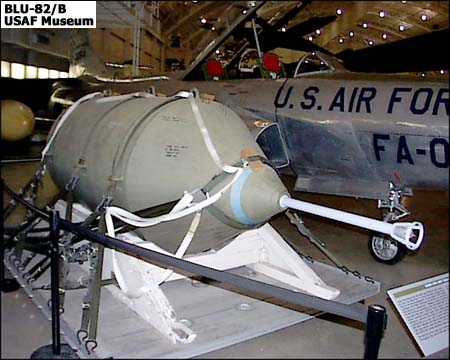
Een BLU 82 met een daisy cutter als ontsteking op de neus

De Daisy Cutter (madeliefjesmaaier) is een type van ontstekingsmechanisme van een bom. Hierbij zorgt een verlengde neus ervoor dat de bom net boven de grond tot ontploffing komt. Hoewel het al eerder in gebruik was kreeg het de bijnaam "daisy cutter" in de Vietnamoorlog.